# Comuna Skovbo
Skovbo (Skovbo Kommune) a fost o comună din comitatul Roskilde Amt, Danemarca, care a existat între anii 1970-2006. Comuna avea o suprafață totală de 131,74 km² și o populație de 14.873 de locuitori (în 2005), iar din 2007 teritoriul său face parte din comuna Køge.
1. ↑  Danske borgmestre 1970-2018 (PDF)